# Haltepunkt Düsseldorf-Eller Mitte
Der Haltepunkt Düsseldorf-Eller Mitte liegt etwa 5 Kilometer südöstlich des Düsseldorfer Hauptbahnhofs im Düsseldorfer Stadtteil Eller. Er befindet sich an der Bahnstrecke Düsseldorf–Solingen. Er ist mit mehreren Linien der Rheinbahn verknüpft.

## Lage
Der Haltepunkt Düsseldorf-Eller Mitte liegt im Zentrum des Stadtteils Düsseldorf-Eller. Er besitzt einen Mittelbahnsteig mit Zugängen an der Westseite zur Gumbertstraße und an der Ostseite zur Straße Am Krahnap. Wie damals noch üblich, wurde er nicht barrierefrei erreichbar gestaltet. Anders als im Bahnhof Düsseldorf-Eller ist auch bis Sommer 2020 noch keine Nachrüstung erfolgt.

## Geschichte
Gleichzeitig mit der Inbetriebnahme des ersten Düsseldorfer Hauptbahnhofes wurde am 1. Oktober 1891 auch eine neue Bahnstrecke von dort zum Bahnhof Eller eröffnet.
Im Zuge der baulichen Vorbereitung des S-Bahn-Betriebes auf der Linie S 7 Düsseldorf Flughafen – Düsseldorf Hbf – Solingen-Ohligs, die am 28. September 1980 in Betrieb ging, wurde der Abschnitt Abzw. Sturm (in der Nähe des Haltepunktes Düsseldorf-Eller Mitte) – Düsseldorf-Eller auf drei Gleise (Inbetriebnahme 1980) und der Abschnitt Düsseldorf-Eller – Hilden auf vier Gleise (Inbetriebnahme 30. Juli 1979) erweitert, so dass die Züge des Personenverkehrs seitdem ungestört vom Güterverkehr verkehren können. Gleichzeitig wurde östlich der Bahnüberführung Gumbertstraße in zentraler Lage von Eller der neue Haltepunkt Düsseldorf-Eller Mitte geschaffen, nachdem bereits 1968 im Zuge des Baus der ersten Linie der S-Bahn Rhein-Ruhr von Essen Hbf über Düsseldorf Hbf nach Langenfeld (heute Linie S 6) die Haltepunkte Düsseldorf Volksgarten, Düsseldorf-Oberbilk und Düsseldorf-Eller Süd in Betrieb gegangen waren. 
Mit der Inbetriebnahme des S-Bahn-Verkehrs am 28. September 1980 wurde der Haltepunkt Düsseldorf-Eller Mitte zunächst durch die Linie S 7 Düsseldorf Flughafen – Düsseldorf Hbf – Hilden – Solingen-Ohligs bedient, in den nachfolgenden Jahren in der Hauptverkehrszeit ergänzt durch einzelne Fahrten der Linie S 1 Dortmund Hbf – Duisburg Hbf – Düsseldorf Hbf, die über Düsseldorf Hbf hinaus verlängert wurden bis/ab Hilden oder Solingen-Ohligs. Zum Fahrplanwechsel am 13. Dezember 2009 wurde das Netz der S-Bahn Rhein-Ruhr überarbeitet. Die S 7 entfiel, ihre Aufgaben wurden von zwei anderen S-Bahn-Linien übernommen. Seitdem wird der Haltepunkt Düsseldorf-Eller Mitte von der Linie S 1 bedient. Die Liniennummer S 7 wird seit dem 15. Dezember 2013 für die dieselbetriebene Linie Solingen Hbf – Remscheid-Lennep – Wuppertal Hbf verwendet, deren Züge bis 2022 montags bis freitags in der Hauptverkehrszeit je Richtung zwei Mal bis und ab Düsseldorf Hbf verkehrten und auch in Düsseldorf-Eller Mitte hielten. Seit Dezember 2022 ersetzt der stündlich verkehrende Regional-Express RE 47 diese Fahrten.

## Verkehr
2023 wird der Haltepunkt von einer Regional-Express- und einer S-Bahn-Linie angefahren.
| Linie | Verlauf | Takt                                                                            |
| ----- | --- | ------------------------------------------------------------------------------- |
| S 1   | Solingen Hbf – SG-Vogelpark – Hilden Süd – Hilden – D-Eller – D-Eller Mitte – D-Oberbilk – D-Volksgarten – Düsseldorf Hbf – D-Wehrhahn – D-Zoo – D-Derendorf – D-Unterrath – D-Flughafen – Angermund – DU-Rahm – DU-Großenbaum – DU-Buchholz – DU-Schlenk – Duisburg Hbf – MH-Styrum – Mülheim (Ruhr) Hbf – E-Frohnhausen – Essen West – Essen Hbf – E-Steele – E-Steele Ost – E-Eiberg – Wattenscheid-Höntrop – BO-Ehrenfeld – Bochum Hbf – BO-Langendreer West – BO-Langendreer – DO-Kley – DO-Oespel – DO-Universität – DO-Dorstfeld Süd – DO-Dorstfeld – Dortmund Hbf Stand: Fahrplanwechsel Dezember 2023 | 30 min 20 min (Solingen–Duisburg wochentags) 15 min (Essen–Dortmund wochentags) |
| RE 47 | Düssel-Wupper-Express: Düsseldorf Hbf – Düsseldorf-Eller Mitte – Hilden – Solingen Hbf – Solingen-Grünewald – Solingen Mitte – Remscheid-Güldenwerth – Remscheid Hbf – Remscheid-Lennep Stand: April 2024 | 60 min                                                                          |

An der benachbarten Haltestelle Eller-Mitte halten eine Stadtbahn-Linie, eine Straßenbahnlinie und drei Buslinien (davon eine Nachtbuslinie).
| Linie | Verlauf | Takt   |
| ----- | --- | ------ |
|       | Neuss Hbf – Blücherstraße – NE Am Kaiser – D-Heerdt, Vogesenstraße – Handweiser – Aldekerkstraße – Heesenstraße – Nikolaus-Knopp-Platz – Dominikus-Krankenhaus – Drusustraße – Belsenplatz – Barbarossaplatz – Luegplatz – Tonhalle/Ehrenhof – U Heinrich-Heine-Allee – U Steinstraße/Königsallee – U Oststraße – U Düsseldorf Hbf – U Handelszentrum/Moskauer Straße – U Kettwiger Straße – Ronsdorfer Straße – Lierenfeld, Betriebshof – Schlesische Straße – Jägerstraße – D-Eller Mitte – Alt Eller – D-Eller, Vennhauser Allee Hochflurbetrieb der Rheinbahn; Linie gehört zum Düsseldorfer Nachtnetz; Abweichender Takt: Mo–Fr 21–0 Uhr, Sa 7–9, So 8–20 Uhr alle 15 min; So 5–9 Uhr alle 30 min | 10 min |
| 701   | D-Rath, DOME/Am Hülserhof1 – PSD Bank Dome – Wahlerstr./JVA – D-Rath 2 – D-Rath Mitte – Mörsenbroich, Heinrichstraße 3 – Derendorf – Derendorf, Rather Straße/Hochschule HSD – Pempelfort, Dreieck4 – Venloer Str. – Nordstraße – Pempelfort, Sternstraße – Stadtmitte, Schadowstraße – Steinstraße – Stadtmitte, Berliner Allee4 – D-Friedrichstadt, Helmholtzstraße – Sonnenstraße (Friedrichstadt ) – Oberbilk, Kruppstraße – D-Oberbilk – Lierenfeld, Schlesische Straße – D-Eller Mitte – Eller, Vennhauser Allee 5 Betrieb im Standardtakt der Düsseldorfer Straßenbahnen; weitere Haltestellen nur im Abschnitt 2–5, aber alle Umsteigehaltestellen sind aufgeführt.                            | 10 min |
| 723   | Hafen, Plange Mühle1 – Medienhafen, Kesselstraße – Franziusstraße – Unterbilk, Bilker Kirche – D-Völklinger Straße – Hamm, Florenstraße – Südfriedhof – Volmerswerther Straße – Aachener Platz – Bilk, Moorenstraße – Uni-Kliniken – (Bilk, Südpark 2 –) Wersten, Werstener Dorfstraße 3 – Wersten, Provinzialplatz – Eller, Herborner Weg – Eller Mitte 4 Mo–Fr 6–22 Uhr alle 30 min; Sa 9–22 Uhr und So 11–22 Uhr: Abschnitt 1–3 alle 60 min, Abschnitt 3–4 alle 30 min; Endhaltestelle der Fahrten, die den Abschnitt 1–3 nicht bedienen, ist 2; weitere Haltestellen auf dem gesamten Linienweg; alle Umsteigehaltestellen sind aber aufgeführt.                                                   |        |
| 724   | Gerresheim, Waldfriedhof1 – Schönaustraße – Dreherstraße2 – Gerresheim, Torfbruchstraße 3 – Vennhausen, Gubener Straße – Lierenfeld, Posener Straße – Lierenfeld, Schlesische Straße – D-Eller Mitte – Bernburger Straße4 (– Vennhauser Allee 5) – D-Eller Süd – IKEA Reisholz – Holthausen 6 – Niederheid 7 – Henkelstraße – Sportpark Niederheid8 – Am Trippelsberg – Holthausen, Reisholzer Werftstraße9 – Itter, Am Fahlenacker10 Weitere Haltestellen nur im Abschnitt 3–10; alle Umsteigehaltestellen sind aber aufgeführt. |        |
| 815   | Lierenfeld – Eller, Vennhauser Allee – Reisholz – Hassels – Benrath – Benrath Betriebshof Nachtverkehr von So/Mo bis Do/Fr; ab Lierenfelder Straße 1:04, 1:38, 3:30 Uhr und ab Betriebshof Benrath 0:34, 1:34 und 2:57 Uhr |        |